# Centristas de Galicia
Centristas de Galicia fue un partido político español de ámbito gallego (fundamentalmente en la provincia de Orense) entre 1985 y 1991.
Surgió como una escisión de Coalición Galega, aglutinando a buena parte de los alcaldes de la provincia procedentes de la antigua Unión de Centro Democrático (UCD), los cuales, tras la desaparición de la UCD formaron Centristas de Ourense. Se presentó en coalición con Alianza Popular a la mayoría de las elecciones, salvo en las municipales de 1991, en las que se presentó en coalición con Coalición Galega bajo el nombre Converxencia Nacionalista Galega. En la provincia de Orense participó en la coalición también el CDS, que tomó el nombre de Converxencia Centristas de Galicia. Ese mismo año se integró en el Partido Popular. Victorino Núñez y José Luis Baltar fueron sus principales dirigentes.